# Eva-Maria Himmelbauer
Eva-Maria Himmelbauer (* 24. Dezember 1986 in Horn) ist eine österreichische Politikerin (ÖVP). Von Juli 2012 bis Oktober 2024 war sie Abgeordnete zum österreichischen Nationalrat.

## Ausbildung und Beruf
Eva-Maria Himmelbauer wurde am 24. Dezember 1986 in der niederösterreichischen Stadt Horn geboren und wuchs in Pulkau im Bezirk Hollabrunn auf. Nach dem Besuch der Volks- und Hauptschule in Pulkau absolvierte Himmelbauer im Jahr 2006 die Matura an der Höheren Technischen Lehranstalt in Hollabrunn im Zweig Wirtschaftsingenieurwesen und Informatik. Während ihrer Schulzeit an der HTL Hollabrunn nahm sie unter anderem in den Jahren 2004 und 2005 an einem einjährigen Austauschprogramm mit dem Oakburn College Launceston im australischen Bundesstaat Tasmanien teil. 
Anschließend an ihre schulische Ausbildung absolvierte Eva-Maria Himmelbauer von 2006 bis 2011 das Studium der Wirtschaftsinformatik an der Technischen Universität Wien und graduierte zum Bachelor of Science. Im Rahmen des Bachelorstudiums verbrachte sie im Jahr 2010 ein Auslandssemester an der Linné-Universität in der schwedischen Stadt Växjö. Daneben arbeitete sie von 2004 bis 2017 im Familienunternehmen EDV-Himmelbauer in Retz mit. Seit dem Jahr 2017 ist Himmelbauer Geschäftsführerin der Cloudcompany GmbH. Seit 2021 studiert sie Rechtswissenschaften. Eva-Maria Himmelbauer ist verheiratet und Mutter von zwei Töchtern.

## Politischer Werdegang
2007 trat Himmelbauer in die Politik ein und wurde Mitglied der Jungen Wirtschaft in Hollabrunn. Seit 2008 ist sie Bezirksobmann-Stellvertreterin der Jungen Volkspartei im Bezirk Hollabrunn, seit 2010 Landesobfrau-Stellvertreterin der JVP Niederösterreich. Außerdem ist sie seit dem Jahr 2011 Vorsitzende der Jungen Wirtschaft in Hollabrunn. Am 4. Juli 2012 wurde sie als Nachrückerkandidatin für ihren ausgeschiedenen Parteikollegen Heribert Donnerbauer als Abgeordnete des Regionalwahlkreises Weinviertel im österreichischen Nationalrat angelobt. In der XXIV. Gesetzgebungsperiode des Nationalrats war Eva-Maria Himmelbauer die jüngste Nationalratsabgeordnete, in der XXV. Gesetzgebungsperiode war sie die zweitjüngste Abgeordnete im Nationalrat. Mit der deutlichen Verjüngung des Nationalrats in der XXVI. Gesetzgebungsperiode gehörte sie nicht mehr zu den jüngsten Abgeordneten im Nationalrat, blieb aber weiterhin Abgeordnete nach der Nationalratswahl 2017. Sie fungiert im ÖVP-Parlamentsklub als Bereichssprecherin für Telekommunikation, Netzpolitik und Datenschutz.
Im Februar 2023 übernahm sie im ÖVP-Parlamentsklub von Therese Niss die Funktion der Bereichssprecherin für Digitalisierung. Im März 2024 kündigte Himmelbauer an, bei der Nationalratswahl in Österreich 2024 nicht mehr als Spitzenkandidatin der ÖVP im Regionalwahlkreis Weinviertel zu kandidieren und damit mit Ende der Legislaturperiode aus dem Nationalrat auszuscheiden.